# Токсикодинамика
Токсикодинамика, называемая в фармакологии фармакодинамикой, описывает взаимодействия токсичного вещества с биологической мишенью и его биологические эффекты . Биологической мишенью , или местом действия токсичного вещества, могут быть связывающие белки, ионные каналы, ДНК или множество других рецепторов. Когда токсичное вещество попадает в организм, оно может взаимодействовать с данными рецепторами и вызывать структурные или функциональные изменения. Механизм действия токсичного вещества, определяемый его химическими свойствами, устанавливает, какие рецепторы являются мишенью и каков общий токсический эффект на клеточном уровне и уровне организма.
Токсичные вещества классифицируются в соответствии с их химическими свойствами с помощью метода количественных соотношений «структура — свойство» (Quantitative Structure-Activity Relationships, QSARs), который позволяет предсказать токсическое действие веществ на основе данных соотношений. Химические вещества, разрушающие эндокринную систему (ХВРЭС; англ. Endocrine disrupting chemicals, EDCs) , и канцерогены — примеры классов токсичных веществ, которые можно охарактеризовать методом QSARs. Вещества, разрушающие эндокринную систему, могут либо имитировать действие естественных стероидных гормонов, либо блокировать их активацию в процессе транскрипции. Эти вещества могут действовать на андрогеновые рецепторы, эстрогеновые рецепторы и гормоны щитовидной железы. К данной категории относятся такие токсичные вещества, как дихлордифенилтрихлорметилметан (ДДТ) и полихлорированные дифенилы (ПХД). Другой класс канцерогенов — это вещества, вызывающие рак. Их делят на две группы: генотоксичные или негенотоксичные канцерогены. К этой категории относятся такие токсичные вещества, как полициклические ароматические углеводороды (ПАУ) и тетрахлорметан (CCl4).
Понимание токсикодинамики может быть полезно при оценке воздействия на окружающую среду путем внедрения токсикокинетико-токсикодинамических (ТК/ТД) моделей. Модели ТК/ТД включают такие явления, как изменяющаяся во времени экспозиция, переносимая токсичность, время восстановления организма, влияние смесей и экстраполяция на неисследованные химические соединения и виды. Благодаря своим преимуществам, эти типы моделей могут быть более применимы для оценки риска, чем традиционные подходы к моделированию.

## Общие сведения

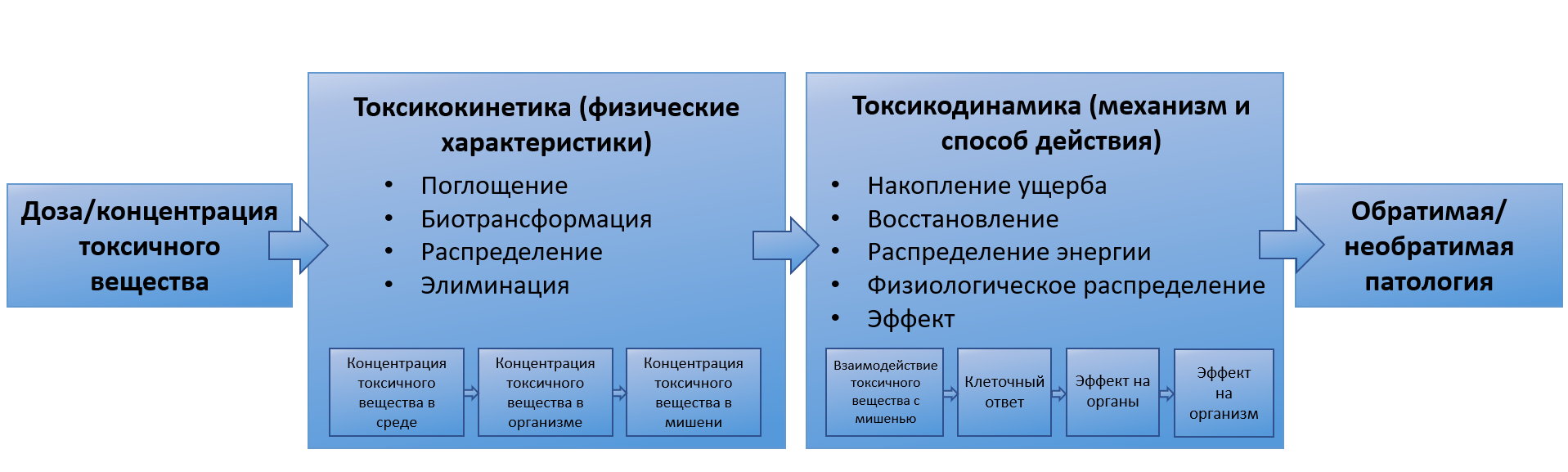
Блок-схема, описывающая процессы токсикокинетики и токсикодинамики

Токсикокинетика описывает изменения концентрации токсичного вещества с течением времени в результате поглощения, биотрансформации, распределения и элиминации вещества, а токсикодинамика включает описание взаимодействия токсичного вещества с биологической мишенью  и функциональные или структурные изменения в клетке, которые в конечном итоге могут привести к токсическому эффекту. Токсичное вещество связывается с биологической мишенью в зависимости от реакционной способности и близости к ней. Взаимодействие между токсичным веществом и биологической мишенью также может быть более селективным, в результате чего токсичность может быть выражена преимущественно для определенных тканей или органов. Мишенями часто являются рецепторы на поверхности клеток или в цитоплазме и ядре. Токсичные вещества могут либо вызывать нежелательный ответ, либо подавлять естественный ответ, что может привести к негативным последствиям. Если биологическая мишень выполняет критически важные функции в организме и ее повреждение токсичным веществом достаточно серьезное, то необратимые последствия, возникшие на молекулярном уровне, могут привести к серьезным последствиям на более высоких уровнях организации .

## Химические вещества, разрушающие эндокринную систему
Химические вещества, разрушающие эндокринную систему (ХВРЭС), обычно рассматриваются как токсичные вещества, которые либо имитируют, либо блокируют активацию транскрипции, обычно вызываемую естественными стероидными гормонами . Эти химические вещества могут действовать на андрогеновые рецепторы, эстрогеновые рецепторы и рецепторы гормонов щитовидной железы .

### Действие химических веществ, разрушающих эндокринную систему
ХВРЭС могут воздействовать на эндокринную систему различными способами, включая синтез, накопление и высвобождение гормонов, транспорт и клиренс, распознавание и связывание рецепторов, а также пострецепторные сигнальные пути .
У диких животных воздействие ХВРЭС может привести к изменению фертильности, снижению жизнеспособности потомства, нарушению секреции или активности гормонов и изменению репродуктивной системы . Репродуктивная система потомства может особенно пострадать при воздействии ХВРЭС на организм матери . У самок такими органами могут быть молочные железы, фаллопиевы трубы, матка, шейка матки и влагалище. У самцов — предстательная железа, семенные пузырьки, придаток яичка и яички . Воздействие ХВРЭС на рыб также связано с нарушением функции щитовидной железы, снижением фертильности, рождаемости, дефеминизацией и маскулинизацией самок рыб и изменением функций иммунной системы .
Об эндокринных нарушениях как механизме действия ксенобиотиков стало известно благодаря книге Тео Колборна «Наше украденное будущее» (Theo Colborn, “Our Stolen Future”) . Известно, что вещества, разрушающие эндокринную систему, очень устойчивы и накапливаются в тканях организма . Многие токсичные вещества являются известными ХВРЭС, включая пестициды, эфиры фталевой кислоты, фитоэстрогены, некоторые промышленные/коммерческие продукты и фармацевтические препараты . Известно, что эти химические вещества вызывают эндокринные нарушения через несколько различных механизмов. В то время как механизм, связанный с воздействием на рецепторы гормонов щитовидной железы, недостаточно хорошо изучен, два более известных механизма включают ингибирование андрогенового рецептора и активацию эстрогенового рецептора.

### Механизм, опосредованный андрогеновым рецептором
Некоторые токсичные вещества действуют как ХВРЭС, взаимодействуя с рецептором андрогена, например дихлордифенилдихлорэтилен (ДДЕ). ДДЕ — метаболит дихлордифенилтрихлорметилметана (ДДТ), широко распространенный в окружающей среде . Хотя производство ДДТ в Европе было запрещено, этот химикат чрезвычайно устойчив и до сих пор часто встречается в окружающей среде вместе со своим метаболитом ДДЕ . ДДЕ является антиандрогеном, то есть изменяет экспрессию специфических генов, регулируемых андрогенами, и действует через механизм, опосредованный андрогеновым рецептором (АР). ДДЕ — липофильное соединение, которое проникает в клетку и связывается с АР . В результате связывания рецептор инактивируется и не может связываться с элементом андрогенного ответа на ДНК . Это подавляет транскрипцию андроген-респонсивных генов , что может иметь серьезные последствия для подвергшихся его воздействию диких животных. В 1980 году в озере Апопка, штат Флорида, произошел разлив пестицидов дикофола и ДДТ, а также их метаболитов . У новорожденных и молодых аллигаторов, обитавших в этом озере, были отмечены изменения концентрации гормонов в плазме крови, снижение жизнеспособности детенышей, повышенная смертность молодых особей, морфологические аномалии в яичках и яичниках .

### Механизм, опосредованный эстрогеновым рецептором
Токсические вещества также могут вызывать эндокринные нарушения, взаимодействуя с рецептором эстрогена. Этот механизм хорошо изучен на примере полихлорированных дифенилов (ПХБ). Эти химические вещества использовались в качестве охлаждающих и смазочных материалов в трансформаторах и другом электрооборудовании благодаря своим изоляционным свойствам . Являясь чисто антропогенными веществами, ПХБ больше не производятся в США из-за негативных последствий для здоровья, но они очень устойчивы и по-прежнему широко распространены в окружающей среде. ПХБ относятся к ксеноэстрогенам, которые вызывают усиливающий (а не подавляющий) ответ, опосредованный рецептором эстрогена . Их часто называют эстрогеномиметиками, поскольку они имитируют действие эстрогена. ПХБ часто накапливаются и биоаккумулируются в организме . Эти химические вещества проникают в ядро и связываются с рецептором эстрогена . Рецептор эстрогена находится в неактивной конформации благодаря взаимодействию с такими белками, как белки теплового шока (HSP, heat shock proteins) 59, 70 и 90 . После связывания токсического вещества рецептор эстрогена активируется и образует гомодимерный комплекс, который связывается с элементами эстрогенового ответа в ДНК. Связывание комплекса с этими элементами вызывает перестройку хроматина и транскрипцию гена, что приводит к выработке специфического белка . Таким образом, ПХБ вызывает эстрогенный ответ, который может повлиять на многочисленные функции организма . Эти эффекты наблюдаются у различных морских млекопитающих. Уровень ПХБ в организме морских млекопитающих часто очень высок в результате биоаккумуляции . Исследования показали, что ПХБ вызывают нарушение репродуктивной функции у обыкновенного тюленя (Phoca vitulina) . Подобные же эффекты были обнаружены у длинномордого тюленя (Halichoerus grypus), кольчатой нерпы (Pusa hispida) и калифорнийского морского льва (Zalophys californianus) . У длинномордых тюленей и кольчатых нерп были обнаружены закупорка и стеноз матки, что привело к бесплодию . При воздействии ксеноэстрогенов, таких как ПХБ, у самцов рыб также наблюдалась выработка вителлогенина . Вителлогенин — это яичный белок, который вырабатывается самками рыб, но обычно не присутствует у самцов, за исключением очень низких концентраций . Его часто используют в качестве биомаркера для ХВРЭС .

## Канцерогены
Канцерогенами являются любые вещества, вызывающие рак. Токсикодинамика канцерогенов может быть сложной из-за различных механизмов их действия. Из-за сложной природы их классифицируют как генотоксичные или негенотоксичные канцерогены.

### Действие канцерогенов
Канцерогены чаще всего воздействуют на человека, но млекопитающие не единственный вид, который может пострадать от воздействия этих токсичных веществ . Многие исследования показали, что рак может развиваться и у рыб . Новообразования, возникающие в эпителиальных тканях, таких как печень, желудочно-кишечный тракт и поджелудочная железа, были связаны с различными экологическими токсичными веществами . У рыб канцерогены преимущественно поражают печень и вызывают гепатоцеллюлярные и билиарные поражения .

### Генотоксичные канцерогены
Генотоксичные канцерогены взаимодействуют с ДНК и генетическим материалом напрямую или опосредованно через свои реактивные метаболиты . Токсичные вещества, такие как полиароматические углеводороды (ПАУ), могут быть генотоксичными канцерогенами для морских млекопитающих . ПАУ попадают в окружающую среду в результате неполного сжигания угля, древесины или нефтепродуктов. Хотя ПАУ не биоаккумулируются в тканях позвоночных, многие исследования подтвердили, что некоторые соединения ПАУ, такие как бензпирен, бензантрацен и бензофлуорантен, являются биодоступными и вызывают заболевания печени, включая рак, в популяциях диких рыб . Один из механизмов действия генотоксичных канцерогенов включает образование аддуктов ДНК. Как только соединение ПАУ попадает в организм, оно метаболизируется и становится доступным для биотрансформации.
Процесс биотрансформации может активировать соединение ПАУ и превратить его в диол-эпоксид, который является очень реактивным промежуточным продуктом. Диол-эпоксиды ковалентно связываются с парами оснований ДНК, чаще всего с гуанином и аденином, образуя стабильные аддукты в структуре ДНК. Связывание диол-эпоксидов с парами оснований ДНК блокирует активность полимеразы репликации. Эта блокировка в конечном итоге способствует увеличению повреждений ДНК за счет снижения репарации.
Считается, что вследствие этих процессов соединения ПАУ играют роль в инициации и ранней стадии развития канцерогенеза. У рыб, подвергшихся воздействию ПАУ, развивается целый ряд поражений печени, некоторые из которых характерны для гепатоканцерогенеза .

### Негенотоксичные канцерогены
Негенотоксичные, или эпигенетические, канцерогены не являются прямыми канцерогенами, вследствие чего их характеристика более неоднозначна. Негенотоксичные канцерогены действуют через вторичные механизмы, которые не повреждают гены напрямую. Этот тип канцерогенеза не изменяет последовательность ДНК; вместо этого он изменяет экспрессию или репрессию определенных генов посредством широкого спектра клеточных процессов . Поскольку данные токсичные вещества не действуют непосредственно на ДНК, о механизме их действия известно мало . Предполагается, что изменение экспрессии генов под действием негенотоксичных канцерогенов может происходить путем окислительного стресса, пролиферации пероксисом, подавления апоптоза, изменения межклеточной коммуникации и модуляции метаболизирующих ферментов .
Тетрахлорметан— пример потенциального негенотоксичного канцерогена для водных позвоночных. Исторически тетрахлорметан использовался в фармацевтическом производстве, нефтепереработке и в качестве промышленного растворителя. Из-за широкого промышленного использования и попадания в окружающую среду тетрахлорид углерода был обнаружен в питьевой воде и, следовательно, стал представлять опасность для водных организмов. Из-за своих высоких гепатотоксических свойств тетрахлорметан потенциально может приводить к раку печени. Экспериментальные исследования рака показали, что тетрахлорметан может вызывать доброкачественные и злокачественные опухоли печени у радужной форели . Тетрахлорметан действует как негенотоксичный канцероген, образуя свободные радикалы, которые вызывают окислительный стресс. Предполагается, что после попадания в организм тетрахлорметан метаболизируется до трихлорметила и трихлорметилпероксильного радикала под действием фермента CYP2E1 . Более реактивный, трихлорметилпероксильный радикал может воздействовать на полиненасыщенные жирные кислоты в клеточной мембране, образуя свободные радикалы жирных кислот и инициируя перекисное окисление липидов. Такое воздействие на клеточную мембрану повышает ее проницаемость, вызывая выброс ферментов и нарушая клеточный гомеостаз кальция . Потеря гомеостаза кальция активирует кальций-зависимые ферменты деградации и цитотоксичность, вызывая повреждение печени . Регенеративные и пролиферативные изменения, происходящие в печени в это время, могут увеличить частоту генетических повреждений, что приведет к увеличению риска развития рака .

## Области применения
Токсикодинамика может использоваться в сочетании с токсикокинетикой при оценке воздействия на окружающую среду для определения потенциальных последствий высвобождения токсичного вещества в окружающую среду. Наиболее широко используемым методом для этого являются модели TKTD.

### Построение моделей ТКТД
В настоящее время описаны такие понятия, как токсикокинетика и токсикодинамика, и на основе этих определений были созданы модели, в которых симулируется концентрация внутри организма (TK) и ущерб (TД) в ответ на воздействие токсичного вещества. ТК и ТД разделены в модели, что позволяет выявить свойства токсичных веществ, которые определяют ТК, и те, которые определяют ТД. Чтобы использовать данный тип модели, необходимо сначала получить значения параметров для процессов ТК. Далее необходимо оценить параметры ТД. Оба эти этапа требуют большой базы данных по токсичности для параметризации модели. После установления всех значений параметров для модели TK/TД и учета дополнительных условий модель может быть использована для прогнозирования токсических эффектов, расчета времени восстановления организмов или экстраполяции модели на токсичность неисследованных токсичных веществ и видов .

### История моделей ТК/ТД
Предполагается, что современные проблемы, связанные с оценкой риска, могут быть решены с помощью моделирования ТК/ТД . Модели ТК/ТД были разработаны в связи с несколькими причинами, одна из них — отсутствие учета времени как фактора токсичности и оценки риска. Некоторые из наиболее ранних разработанных моделей ТК/ТД, такие как Critical Body Residue (CBR) и Critical Target Occupation (CTO), учитывают время как фактор, однако они предназначены для очень специфических случаев, таких как токсичные вещества обратимого или необратимого действия. Дальнейшей экстраполяцией моделей CBR и CTO является модель DEBtox (Dynamic Energy Budget of toxicants), которая может моделировать сублетальные конечные точки и рискованные версии CTO, которые учитывают стохастическую смерть в отличие от индивидуальной толератности . Еще одним важным шагом в развитии моделей ТК/ТД стало включение переменной состояния для параметра ущерба, наносимого токсичным веществом. Использование ущерба в качестве переменной состояния токсикодинамики позволяет моделировать промежуточные скорости восстановления для токсичных веществ, которые действуют обратимо на свои мишени, без допущений мгновенного восстановления (модель CBR) или необратимых взаимодействий (модель CTO). Модели ТКТД, включающие ущерб, — это Damage Assessment Model (DAM) и Threshold Damage Model (TDM) . Для тех конечных точек, которые могут показаться простыми, существует множество различных подходов к ТК/ТД. Обзор предположений и гипотез каждого из них был опубликован ранее при создании общей унифицированной пороговой модели выживания (General unified threshold model of survival, GUTS) .

### Преимущества моделей ТК/ТД для оценки рисков
Как уже отмечалось раннее, модели ТК/ТД имеют ряд преимуществ перед традиционными моделями для оценки рисков. Основными преимуществами использования таких моделей являются следующие .
- Последствия изменяющихся во времени или повторяющихся воздействий токсичных веществ могут быть объяснены и смоделированы с помощью модели ТК/ТД.
- Можно моделировать переносимую токсичность, а также отсроченные эффекты, независимо от того, вызвана ли переносимая токсичность ТК или ТД или тем и другим процессом [20]. Таким образом, модели ТК/ТД могут количественно оценить риски, связанные с импульсными или флуктуирующими воздействиями.
- Можно моделировать восстановление организма в зависимости от времени, что делает модели ТК/ТД подходящими для расчета времени восстановления организма.
- Модели ТК/ТД могут предсказывать воздействие смесей, включающих как экологические, так и химические стрессоры, а также использоваться для экстраполяции процессов ТК и ТД на неисследованные токсичные вещества или виды.
- Объединение моделей ТК/ТД с индивидуальными моделями (IBM, Individual Based Models) может улучшить оценку риска токсичных веществ за счет имитации временных и экологических аспектов.

Благодаря своим преимуществам, модели ТК/ТД могут быть более эффективными, чем традиционные модели «доза — ответ», поскольку они включают концентрации химических веществ, а также временные аспекты . Было показано, что токсикодинамическое моделирование может выступать в качестве полезного инструмента для токсикологических исследований, с растущими возможностями использования этих результатов в оценке риска, чтобы обеспечить более научно обоснованную оценку риска по сравнению с исследованиями на животных . В целом, данные типы моделей могут формализовать знания о токсичности веществ и чувствительности организмов к ним, создавать новые гипотезы и моделировать временные аспекты токсичности, что делает их полезными инструментами для оценки риска .

## Библиографический список
1. 1 2 3 4 5 6 7 8 9 10 11  Boelsterli, Urs. Mechanistic Toxicology: The molecular basis of how chemicals disrupt biological targets. (англ.) // Toxicology. — New York: Taylor & Francis, 2003. — P. 258-263.
2. 1 2  Biological target (англ.) // Wikipedia. — 2023-10-01.
3. ↑  Endocrine disruptor (англ.) // Wikipedia. — 2024-04-27.
4. 1 2 3  Tabb, M.M. and Blumberg, B. New modes of action for endocrine-disrupting chemicals. (англ.) // Molecular Endocrinology 20. — 2006. — P. 475-482.
5. 1 2  Seul Min Choi, Sun Dong Yoo, Byung Mu Lee. Toxicological Characteristics of Endocrine-Disrupting Chemicals: Developmental Toxicity, Carcinogenicity, and Mutagenicity // Journal of Toxicology and Environmental Health, Part B. — 2004-01. — Т. 7, вып. 1. — С. 1–23. — ISSN 1093-7404. — doi:10.1080/10937400490253229.
6. 1 2 3  Louis J. Guillette, D. Andrew Crain, Mark P. Gunderson, Stefan A. E. Kools, Matthew R. Milnes, Edward F. Orlando, Andrew A. Rooney, Allan R. Woodward. Alligators and Endocrine Disrupting Contaminants: A Current Perspective // American Zoologist. — 2000-06. — Т. 40, вып. 3. — С. 438–452. — ISSN 0003-1569. — doi:10.1093/icb/40.3.438.
7. 1 2 3  Theo Colborn, Frederick S. vom Saal, Ana M. Soto. Developmental Effects of Endocrine-Disrupting Chemicals in Wildlife and Humans // Environmental Health Perspectives. — 1993-10. — Т. 101, вып. 5. — С. 378. — ISSN 0091-6765. — doi:10.2307/3431890.
8. ↑  Ethan D. Clotfelter, Alison M. Bell, Kate R. Levering. The role of animal behaviour in the study of endocrine-disrupting chemicals (англ.) // Animal Behaviour. — 2004-10. — Vol. 68, iss. 4. — P. 665–676. — doi:10.1016/j.anbehav.2004.05.004.
9. ↑  ToxFAQs™ - Letter A | Toxic Substance Portal | ATSDR. wwwn.cdc.gov. Дата обращения: 10 июня 2024.
10. 1 2 3 4 5  Pait, A.S. and J.O. Nelson. Endocrine Disruption in Fish: An Assessment of Recent Research and Results (англ.). — NOAA Tech. Memo. NOS NCCOS CCMA 149, 2002. — P. 4—5.
11. 1 2 3 4  Perrin, William. Encyclopedia of Marine Mammals (англ.). — 2nd ed. New York: Academic Press, 2009.
12. 1 2 3 4 5 6  Rand, G.M. Fundamentals of Aquatic Toxicology: Effects, Environmental Fate, and Risk Assessment (2nd ed.) (англ.). — Boca Raton: CRC Press, 1995.
13. 1 2 3  J. H. M. van Delft. Discrimination of genotoxic from non-genotoxic carcinogens by gene expression profiling (англ.) // Carcinogenesis. — 2004-01-16. — Vol. 25, iss. 7. — P. 1265–1276. — ISSN 1460-2180. — doi:10.1093/carcin/bgh108.
14. 1 2 3 4  Newman, M. C. Fundamentals of Ecotoxicology (3rd ed.) (англ.). — Boca Raton: FL: CRC Press, 2010.
15. 1 2  National Toxicology Program (NTP). Carbon Tetrachloride: Report on Carcinogens (12th ed.) (англ.). — 2011.
16. ↑  Rabergh C.M.I. and Lipsky M.M. Toxicity of Chloroform and Carbon Tetrachloride in Primary Cultures of Rainbow Trout Hepatocytes (англ.) // Aquatic Toxicology. — 1997. — Vol. 37. — P. 169—182.
17. 1 2 3 4  Mary K. Manibusan, Marc Odin, David A. Eastmond. Postulated carbon tetrachloride mode of action: a review // Journal of Environmental Science and Health. Part C, Environmental Carcinogenesis & Ecotoxicology Reviews. — 2007. — Т. 25, вып. 3. — С. 185–209. — ISSN 1059-0501. — doi:10.1080/10590500701569398.
18. 1 2 3 4  Roman Ashauer, Beate I. Escher. Advantages of toxicokinetic and toxicodynamic modelling in aquatic ecotoxicology and risk assessment // Journal of environmental monitoring: JEM. — 2010-11. — Т. 12, вып. 11. — С. 2056–2061. — ISSN 1464-0333. — doi:10.1039/c0em00234h.
19. ↑  Roman Ashauer, Carlo Albert, Starrlight Augustine, Nina Cedergreen, Sandrine Charles, Virginie Ducrot, Andreas Focks, Faten Gabsi, André Gergs, Benoit Goussen, Tjalling Jager, Nynke I. Kramer, Anna-Maija Nyman, Veronique Poulsen, Stefan Reichenberger, Ralf B. Schäfer, Paul J. Van den Brink, Karin Veltman, Sören Vogel, Elke I. Zimmer, Thomas G. Preuss. Modelling survival: exposure pattern, species sensitivity and uncertainty (англ.) // Scientific Reports. — 2016-07-06. — Vol. 6, iss. 1. — P. 29178. — ISSN 2045-2322. — doi:10.1038/srep29178.
20. 1 2 3  Roman Ashauer, Anita Hintermeister, Ivo Caravatti, Andreas Kretschmann, Beate I. Escher. Toxicokinetic and toxicodynamic modeling explains carry-over toxicity from exposure to diazinon by slow organism recovery // Environmental Science & Technology. — 2010-05-15. — Т. 44, вып. 10. — С. 3963–3971. — ISSN 0013-936X. — doi:10.1021/es903478b.
21. 1 2 3 4  Tjalling Jager, Carlo Albert, Thomas G. Preuss, Roman Ashauer. General Unified Threshold Model of Survival - a Toxicokinetic-Toxicodynamic Framework for Ecotoxicology (англ.) // Environmental Science & Technology. — 2011-04-01. — Vol. 45, iss. 7. — P. 2529–2540. — ISSN 0013-936X. — doi:10.1021/es103092a.
22. ↑  Bas J. Blaauboer. Biokinetic and toxicodynamic modelling and its role in toxicological research and risk assessment // Alternatives to laboratory animals: ATLA. — 2003. — Т. 31, вып. 3. — С. 277–281. — ISSN 0261-1929. — doi:10.1177/026119290303100310.